# Planiciampa
Planiciampa là một chi bướm đêm thuộc họ Geometridae.